# Portlandi Állami Egyetem
A Portlandi Állami Egyetem (angolul: Portland State University, PSU) állami fenntartású kutatóegyetem az Amerikai Egyesült Államok Oregon államának Portland városában. Az 1946-ban a második világháborús veteránok képzésére létrehozott intézmény 1969-ben kapott egyetemi státuszt. Irányításáért igazgatótanács felel. A Carnegie-osztályozás szerinti besorolása R2: Doktori képzés – Magas fokú kutatótevékenység.
Hét főiskolából áll; az alapképzésen 123, a mesterképzésen 117 szak indul. Sportegyesülete a Portland State Vikings, klubszíneik a zöld és fehér.

## Története

### Megalapítása
Az intézményt az iowai Stephen Epler alapította 1946 júniusában Vanport Extension Center néven, ami a G. I. Bill keretében a második világháborúból visszatérő veteránok számára szolgált képzőhelyként. Az első kurzusokat a Vanporti Junior Középiskolában tartották; a Columbia folyó menti helyszín miatt az iskolát „egyetem a csatorna mellett” néven említették. Az első nyári turnusban 221-en iratkoztak be, a tandíj 50 dollár volt. Az 1946. őszi félévre 1410-en iratkoztak be; a képzés helyhiány miatt október 7-én indult. Mivel Vanport lakossága a második világháborút követően jelentősen csökkent, az iskola más épületeket (például bevásárlóközpont vagy családsegítő) is használhatott, emellett a Lincoln és Jefferson középiskolák, valamint az Oregoni Egyetem épületeit is használták.
Mivel az 1948. május 30-ai áradást követően az intézmény nem zárt be, a Lois Hennessy által a The Christian Science Monitorba írt cikk miatt „a halhatatlan főiskola” néven lett ismert, viszont a hallgatók „a jövő nélküli főiskolának” nevezték. 1948 nyarán a Grant Középiskola, majd az Oregoni Hajógyár épületeit használta. 1953-ban Portland belvárosába költözött.
1951 decembere és 1952 februárja között a Portland State Extension Center nevet viselte, majd 1955-ben felvette a Portlandi Állami Főiskola nevet, mivel korlátozásokkal ugyan, de diplomát bocsáthatott ki. Mivel Eplert nem választották meg rektornak, távozott. 1956-ra a veteránok létszáma csökkent, és a könyvesboltban többé nem tartottak tápszert.

### Bővítése
A campus bővítése kezdetben vitákhoz vezetett; 1968-ban Gregory Baker Wolfe leendő rektor szerint az épületek a sztálinbarokk jegyeit hordozzák magukon, azonban Ira Keller fejlesztési igazgató szerint „tökéletesen szerethetők”. 1929-ben bevezették a korlátozást, miszerint az Oregoni Egyetem és az Oregoni Állami Egyetem kivételével az intézmények nem indíthatnak az államban máshol már létező képzést. A PSU mesterképzése 1961-ben, doktori képzése 1972-ben indult; az állam 1969-ben egyetemmé nyilvánította.
1993-ban a hagyományos képzés helyett négyéves interdiszciplináris program indult, melynek keretében az első év rögzített tantervű, az utolsóban pedig projektmunkát kell végezni, melynek kötelező része az eredmények bemutatása. A képzésre országosan is felfigyeltek, a U.S. News & World Report „megfontolandó képzésnek” minősítette. 1995-ben Stephen Eplert kitüntették az egyetem alapításában játszott szerepéért.

### 2001-től
2003-tól feketékkel kapcsolatos tanulmányok szakon is bocsáthatnak ki diplomát; ugyanezen évben őslakos közösségi központ nyílt. 2004-ben a mérnöki főiskola felvette Fariborz Maseeh öregdiák nevét.
2018-ban az egyetemi rendőrség lelőtt egy afroamerikai hallgatót; ez és a George Floyd halálával kapcsolatos tüntetések miatt 2020 augusztusában Stephen Percy rektor bejelentette, hogy a campus rendőrei többé nem viselhetnek fegyvert, azokat vész esetére a közbiztonsági irodában tárolják; szükség esetén a portlandi rendőrség vonul ki. Az intézkedés 2021 szeptemberében lépett hatályba, de 2023 elején visszavonták.

### Rektorok
Az egyetem állandó és ideiglenes rektorai:
- Stephen Epler (1946–1952)
- John F. Cramer (1955–1958)
- Brandford P. Millar (1959–1968)
- Gregory B. Wolfe (1968–1974)
- Joseph C. Blumel (1974–1986)
- Natale A. Sicuro (1986–1988)
- Roger N. Edgington (ideiglenesen, 1988–1990)
- Judith A. Ramaley (1990–1997)
- Daniel O. Bernstine (1997–2007)
- Michael F. Reardon (ideiglenesen, 2007–2008)
- Wim Wiewel (2008–2017)
- Rahmat Shoureshi (2017–2019, kirúgva)[19]
- Stephen Percy (2019–2020-ban ideiglenesen, majd 2020–2023)
- Ann Cudd (2023–)[19]

## Campus

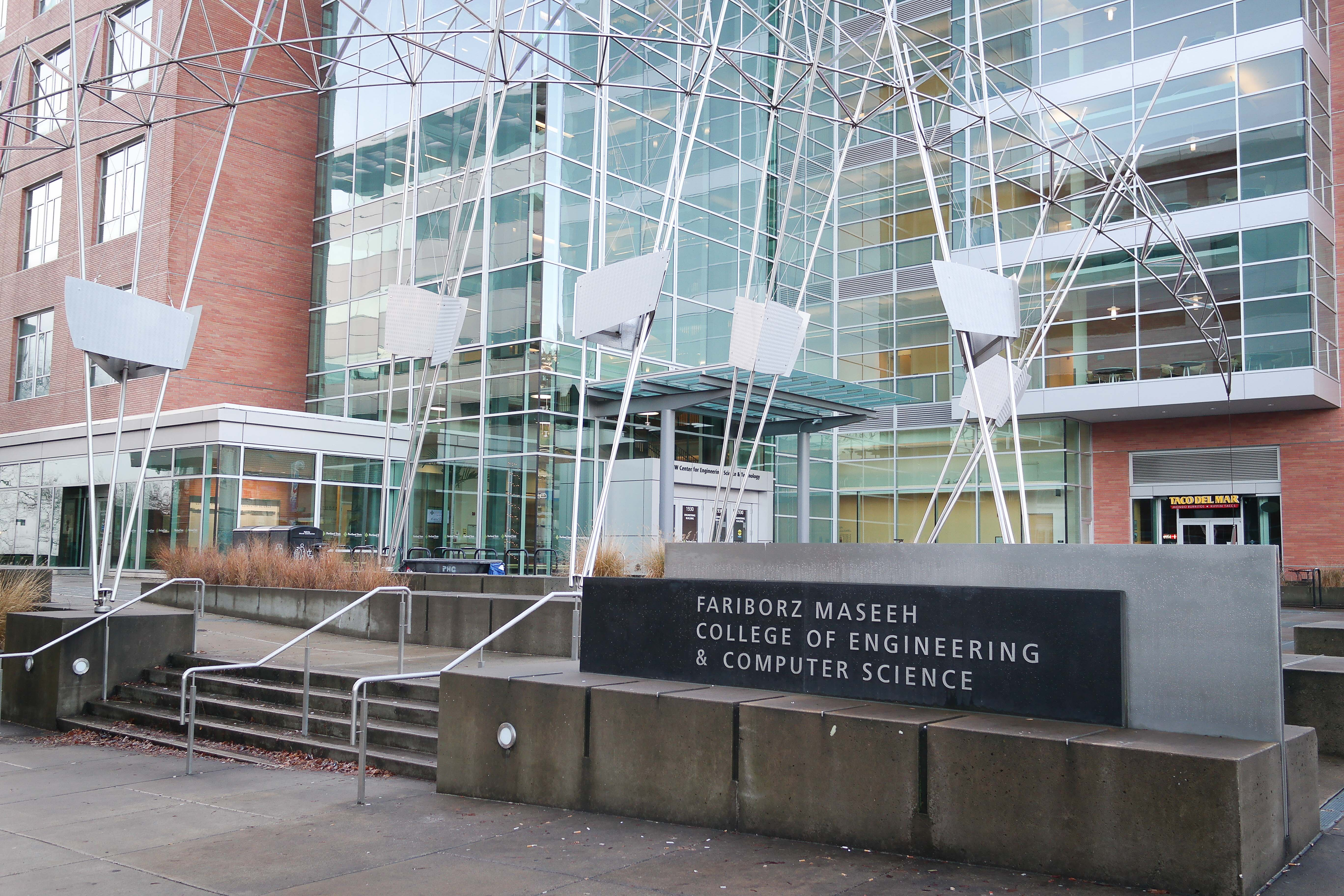
Maseeh épület

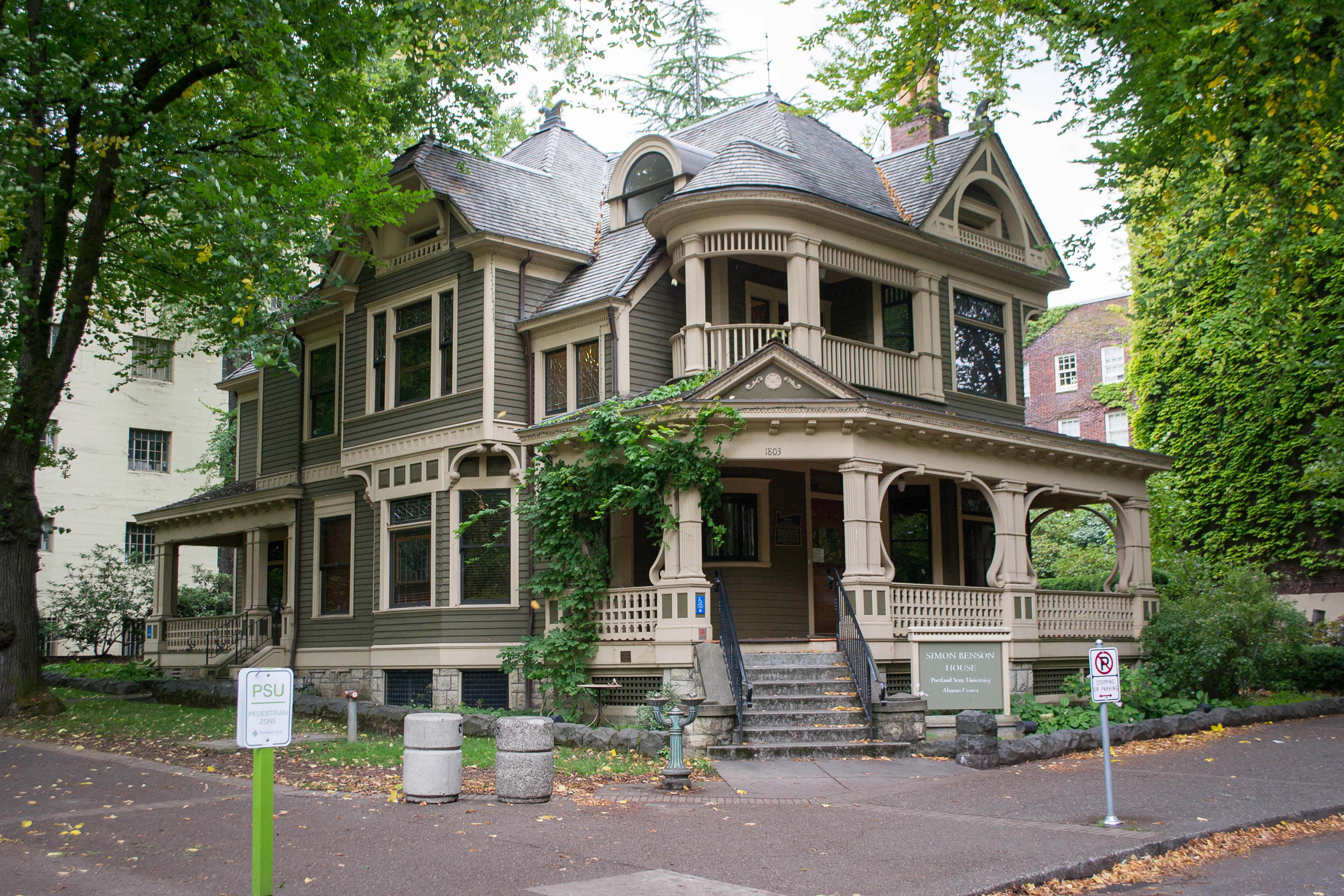
Alumniközpont

A húsz hektáros campus Portland belvárosának közelében, University District városrészben található, a Broadway keresztezi. A Crammer és Maseeh épületeket alagsori folyosó és emeleti átjáró is összeköti. A South Park Blocks park a központi campus ellenkező oldalán, a Keller Auditórium pedig az északnyugati határon fekszik.
2010-ben átadták a 62 millió dolláros, arany fokozatú LEED-minősítéssel rendelkező hatszintes sportközpontot, ahol uszoda, mászófal, konditerem, valamint bel- és kültéri sportpályák is vannak. Az 5. sugárúti mozit a hallgatói filmbizottság üzemelteti.

### Kollégiumok
Az intézmény hét kollégiumában ezerhatszázan élnek. A legnagyobbak az American Campus Communities által épített University Pointe és az Ondine. A régebbi kollégiumok (például Blackstone épület) némelyike korábban társasház volt.

### Diákszövetségek
Az egyetemnek négy diákszövetsége van:
- Alfa Khí Ómega
- Delta Gamma
- Kappa Delta Khí
- Ómega Delta Fí

### Művészeti alkotások és galériák
A campuson helyi és külföldi művészek (például Frederic Littman, Emily Ginsburg és Harrell Fletcher) alkotásai is megtalálhatók. Az intézmény több galériát (például MK és Sugar Cube) is fenntart.

### Fenntarthatóság
2008 szeptemberében a James F. és Marion L. Miller Alapítvány 25 millió dollárt adományozott az egyetemnek, amit teljes egészében fenntarthatósági fejlesztésekre kell fordítaniuk. A PSU az ország legkörnyezetbarátabb intézményeinek egyike.
Nyolc épület rendelkezik LEED-minősítéssel, köztük kettő platina szinten. 2014-ben bejelentették a Neuberger épület LEED-megfelelőségi átalakítását. 2013-ban az egyetem az USA hat leginkább kerékpárosbarát intézményének egyike volt.
A Shattuck épület mellett közösségi kert található.

## Oktatás

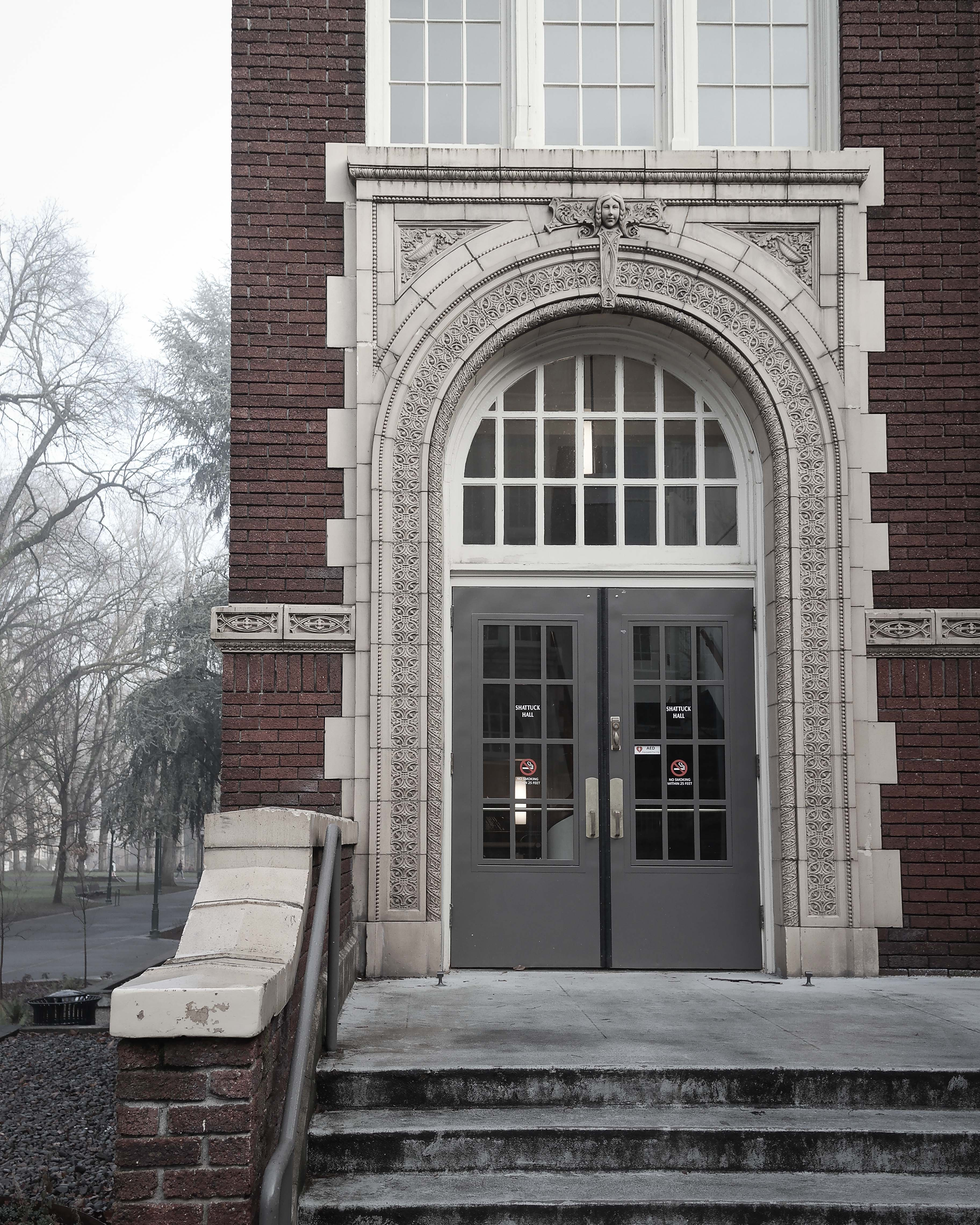
A Shattuck épület, az építészeti főiskola székhelye

Az egyetem 123 alapképzési és 117 mesterképzési szakot indít.
Kutatóegyetemmé válásával alkalmazott fizika, alkalmazott pszichológia, biológia, gépészmérnök, kémia, matematika, mérnöki és technológiai menedzsment, számítástudomány és szociológia szakokon doktori képzés is folyik. 2006-ban online kriminológiai képzés indult.

### Szervezeti felépítés
Az egyetem hét főiskolából és három intézetből áll:
- Bölcsészettudományi Főiskola
- Maseeh Mérnöki és Számítástudományi Főiskola
- Mesterképzési Intézet
- Művészeti Főiskola
- OHSU–PSU Közegészségügyi Intézet
- Tanárképző Főiskola
- Társadalmi Munka Intézete
- Tehetséggondozó Főiskola
- Üzleti Adminisztrációs Intézet
- Várostervezési és Közügyi Főiskola

A vezetőképző intézet rövid időtartamú, nem kredites képzéseket indít az igénylő szervezetek számára.

### Alapképzés
1993-ban az alapképzést „egyetemi tanulmányok” néven átalakították; a krediteloszlásra megoldásul felsőbb évfolyamokon a főszakon kívüli tárgyakat szükséges hallgatni. Az új képzés értékelése szerint az etika és globális tanulmányok bevonása mellett magában foglalja a kritikus gondolkodást is. Az első évfolyamon a témaköröket interdiszciplinárisan közelítik meg, a második évfolyam pedig erősen épít a kommunikációs készségekre. Harmadévben a hallgatók szakos tárgyakat vesznek fel, utolsó évben pedig szakmai gyakorlatot is magában foglaló projektmunkát kell végezni.
A képzést több szervezet is elismerte.

### Kutatás
A hat szintes, 1,4 millió kötetes Branford Price Millar Könyvtárban számítógépes laboratóriumok és vetítőtermek is vannak. Az épület 1989-ben épült üvegfala egy 1890-ben ültetett bükkfát vesz körbe. A könyvtárban 97 ezer e-könyv, 2,6 millió mikrofilm, hetvenezer térkép és négyszázezer szövetségi dokumentum található meg. A létesítmény a nyilvánosság számára is nyitva áll, az előfizetett folyóiratokat bármely látogató olvashatja.

### Felvételi statisztikák
A 2017–18-as tanévben a 6743 jelentkező 90%-át vették fel és 31% iratkozott be. A legtöbb jelentkező tanulmányi átlaga 3,5 és 4,0 közötti volt. A Portlandi Közösségi Főiskolával és a Clackamas megyei Közösségi Főiskolával duális képzési megállapodást kötöttek, melynek értelmében a hallgatók kurzusaikat bármely intézményben elvégezhetik. Az Associate of Arts Oregon Transfer Degree képzési program értelmében a kétéves felsőoktatási szakképzést elvégzők beiratkozhatnak az egyetem harmadik tanévére.

### Rangsorok
| Rangsorok                  | Rangsorok |
| Országos                   | Országos  |
| -------------------------- | --------- |
| Forbes                     | 532       |
| U.S. News & World Report   | 284       |
| Washington Monthly         | 129       |
| WSJ/College Pulse          | 401–500   |
| Globális                   |           |
| ARWU                       | 801–900   |
| QS                         | 1201–1400 |
| THE                        | 801–1000  |
| Képzési területek rangsora |           |
| Tanárképzés                | 108       |
| Biológia                   | 175       |
| Képzőművészet              | 98        |
| Egészségügy                | 47        |
| Fizika                     | 146       |
| Pszichológia               | 211       |
| Közigazgatás               | 52        |
| Tanácsadás                 | 18        |
| Társadalmi munka           | 38        |
| Szociológia                | 96        |
| Beszéd-nyelv patológia     | 69        |

A U.S. News & World Report az intézményt 2017-ben második szintű kutatóegyetemnek nevezte, országosan viszont nem pontozta. A The Princeton Review 2012-ben a legjobb alapképzési intézet mellett a Legjobb 376 főiskola, Legjobb a nyugaton és Főiskola lelkiismerettel kategóriákba, az MBA-képzést pedig országosan a legjobb száz közé sorolta. 2015-ben a tizenhatodik leginnovatívabb intézménynek választották.
Az üzleti képzést a Princeton a 294 legjobb közé, a U.S. News & World Report a várostervezőit pedig országosan a 14. helyre sorolta. Utóbbit a Planetizen szerint az ország 25 legjobbjának egyike.
A mérnöki doktori képzés a U.S. News & World Report rangsorában a 160. helyen áll. A Carnegie Alapítvány az iskolát az egyik legjobb kutatóegyetemnek nevezte.

## Hallgató élet

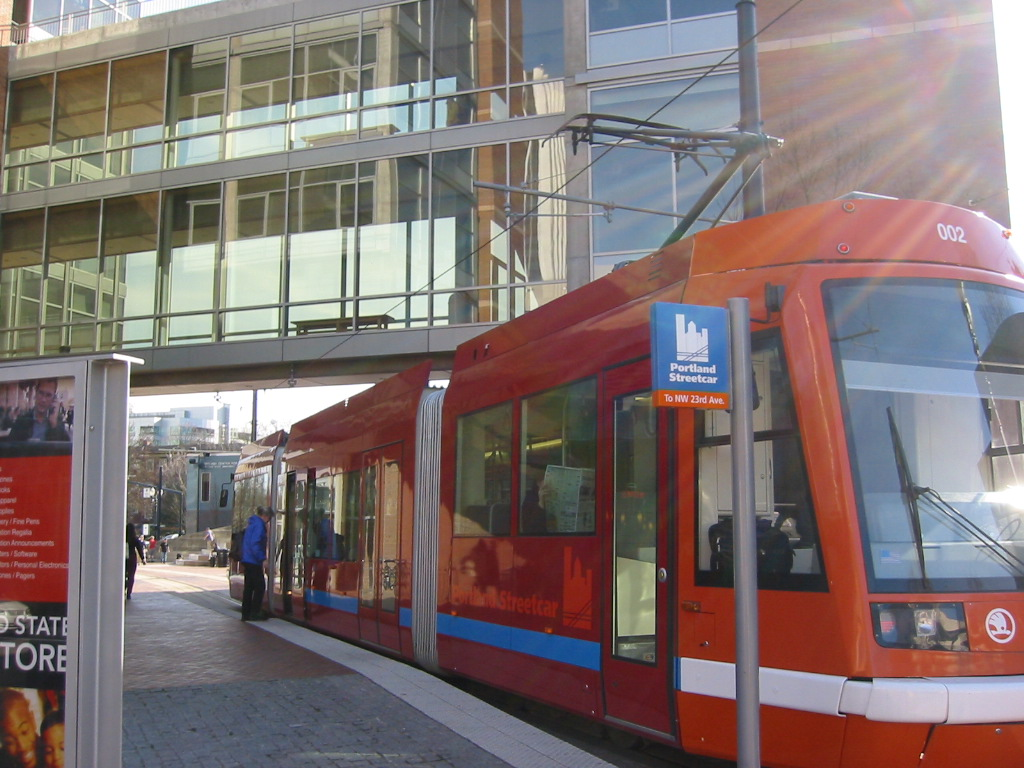
A Portland Streetcar Urban Plaza megállója

| Etnikai megoszlás | Etnikai megoszlás | Etnikai megoszlás | Etnikai megoszlás | Etnikai megoszlás |
| ----------------- | ----------------- | ----------------- | ----------------- | ----------------- |
| Etnikum           |                   |                   |                   | Arány             |
| Fehér             | Fehér             |                   | 51%               | 51%               |
| Latino            | Latino            |                   | 19%               | 19%               |
| Egyéb             | Egyéb             |                   | 11%               | 11%               |
| Ázsiai            | Ázsiai            |                   | 10%               | 10%               |
| Fekete            | Fekete            |                   | 2%                | 2%                |
| Bevándorló        | Bevándorló        |                   | 4%                | 4%                |
| Őslakos           | Őslakos           |                   | 1%                | 1%                |
| Csendes-óceáni    | Csendes-óceáni    |                   | 1%                | 1%                |
|                   |                   |                   |                   |                   |

| Gazdasági háttér   | Gazdasági háttér   | Gazdasági háttér | Gazdasági háttér | Gazdasági háttér |
| ------------------ | ------------------ | ---------------- | ---------------- | ---------------- |
| Bevétel            |                    |                  |                  | Arány            |
| Alacsony jövedelmű | Alacsony jövedelmű |                  | 52%              | 52%              |
| Jómódú             | Jómódú             |                  | 48%              | 48%              |
|                    |                    |                  |                  |                  |

### Hallgatói önkormányzat
A többi állami egyetemtől eltérően az intézmény hallgatóinak átlagéletkora magasabb (26 év). Egyes kurzusok csak esti formában indulnak.
A hallgatói önkormányzat (Associated Students of Portland State University) az elnök és alelnök mellett egy 25 tagú szenátusból és egy szabályhozó testületből áll. A hallgatói bizottságok tagjait az elnök jelöli ki.

### Média
Az 1946-ban alapított Portland State Vanguard folyóiratot és a KPSU rádióadót hallgatók üzemeltetik. A The Portland Review irodalmi lap 1956 óta jelenik meg.
A The Rearguard és The Spectrum kiadványokat takarékossági okokból 2016 januárjában The Pacific Sentinel néven összevonták.

### Emberi erőforrások
A campuson a nők, fogyatékossággal élők, szülök, queerek és veteránok számára segítségközpontok üzemelnek.

### Közlekedés
Az intézmény területén négy parkoló (kettő a 6., egy a 12. utcán és egy az 5. sugárúton), valamint egy vendégparkoló (a Shattuck épület mellett) található.
Az egyetemet a TriMet 15 autóbuszvonala, a Metropolitan Area Express, valamint a Portland Streetcar is érinti; emellett az Oregoni Egészségtudományi Egyetem és a Portlandi Közösségi Főiskola irányába ingajáratok közlekednek. A hallgatók jelentős része jár kerékpárral.

### Vallás
A campuson két keresztény templom (a katolikus Szent Mihály arkangyal-templom és a mormon Vallás Intézete) található, a Hillel International pedig zsidó szertartásokat rendez. Keresztény, muszlim és zsidó hallgatói körök is működnek.

## Sport
A Portland State Vikings sportegyesület amerikai futball, fedett pályás és szabadtéri atlétika, kosárlabda, labdarúgás, női röplabda, terepfutás, tenisz és softball sportágakban a Big Sky Conference tagjaként az NCAA I-es (korábban II-es) divíziójának tagjaként játszik. Csapatszíneik a zöld és fehér, kabalájuk Victor E. Viking.
Freeman Williams kosárlabdázó 1977-ben és 1978-ban a divízió legtöbb pontját szerezte, Neil Lomax amerikaifutball-játékos pedig az 1980-as években a St. Louis Cardinalsben játszott. Az amerikaifutball-csapat új támadótechnikáját Mouse Davis edző honosította meg.
Hazai amerikaifutball-mérkőzéseiket a Hillsboro Stadionban, kosárlabdameccseiket pedig a Viking Pavilionban játsszák. Az egyetemnek harminc hallgatói sportköre (például jégkorong és lacrosse) van.

## Nevezetes személyek

### Hallgatók
- Barbara Roberts, Oregon 34. kormányzója[69]
- Charles Moose, rendőrfőnök[70]
- Courtney Love, énekes[71]
- DeShawn Shead, amerikaifutball-játékos[72]
- Esperanza Spalding, zenész[73]
- Evan Jager, futó[74]
- Joseph LeBaron, katari nagykövet[75]
- Margaret Carter, politikus[76]
- Nancy Wilson, rockzenész[77]
- Sho Dozono, vállalkozó[78]
- Travis Knight, producer[79]

### Oktatók és munkatársak
- Andrew Hill, zongorista[80]
- Chet Orloff, várostervezési oktató[81]
- David Maier, számítástudományi oktató[82]
- Diana Abu-Jaber, író[83]
- Harrell Fletcher, művészeti oktató[84]
- Ivan Sutherland, az Aszinkron Kutatóközpont igazgatója[85]
- Jan Haaken, pszichológiaoktató[86]
- Johanna Brenner, szociológiaoktató[87]
- Leni Zumas, író[88]
- Marilyn Gayle Hoff, a női tanulmányok oktatója[89]
- Paul Collins, író[90]
- Peter Boghossian, filozófiaoktató[91]
- Phil Knight, a Nike társalapítója[92]
- Robin Hahnel, gazdasági oktató[93]
- Rodney Hicks, színházi oktató[94]
- Sarah Dougher, zenész[95]
- Sergio Palleroni, építész[96]
- Thom Bray, médiaoktató[97]

## Fordítás
- Ez a szócikk részben vagy egészben  a   Portland State University című angol Wikipédia-szócikk ezen változatának fordításán alapul.  Az eredeti cikk szerkesztőit annak laptörténete sorolja fel. Ez a jelzés csupán a megfogalmazás eredetét és a szerzői jogokat jelzi, nem szolgál a cikkben szereplő információk forrásmegjelöléseként.